# Kupfer-Hort-Kultur

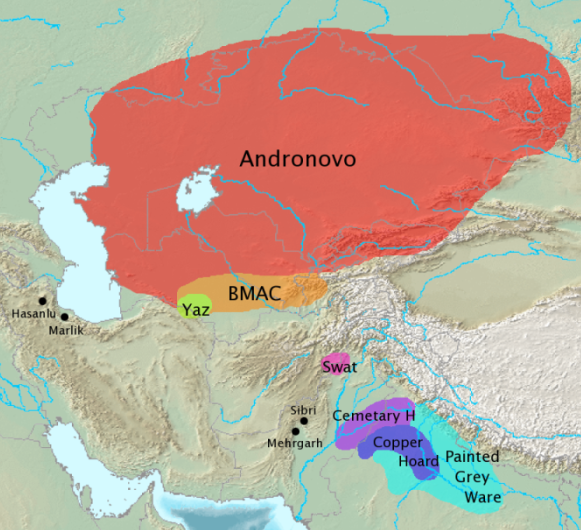
Kulturen, die allgemein mit der indo-iranischen Auswanderung in Verbindung gebracht werden (nach der Encyclopedia of Indo-European Culture): Andronowo-, Yaz- und baktrisch-margianische Oasenkultur.
Die Swat-, Cemetery-H-, Kupfer-Hort- und Painted-Grey-Ware-Kultur sind Kandidaten für die frühesten indo-arischen Kulturen.

Ausgewählte Hort-Artefakte aus verschiedenen Teilen des Subkontinents: 1–2 Süd-Haryana, 3–4 Uttar Pradesh, 5 Madhya Pradesh, 6–8 Chota Nagpur und Bengalen

Als Kupferhorte (englisch Copper Hoards) werden Fundverbände von kupfernen Artefakten bezeichnet, die in Nordindien verbreitet sind. Diese Funddepots scheinen in das zweite vorchristliche Jahrtausend zu datieren, obwohl nur wenige aus kontrollierten Grabungen stammen, die dies beweisen könnten.
Vier regionale Fundgruppen sind erkennbar: Süd-Haryana und Nord-Rajasthan, die Ganges-Yamuna-Ebene, Chota Nagpur (weitgehend dem heutigen Jharkland entsprechend) und Madhya Pradesh mit jeweils charakteristischen Fundtypen. Bereits im 19. Jahrhundert wurden die Kupferhorte als Streufunde bekannt und gelten daher für diverse Autoren noch als typische Fundgattung für das Zweistromland Nordindiens.
Charakteristische Hortfunde aus Süd-Haryana und Nord-Rajasthan schließen Flachbeile, Harpunen, Doppeläxte, Schwerter mit sogenanntem Antennengriff usw. ein. Das Doab enthält verwandte Typen. Diejenigen aus Chota Nagpur unterscheiden sich davon grundlegend und scheinen Kupferbarren zu sein.
Die Mehrzahl der Artefakte scheinen Weihobjekte zu sein und zeigen keine eindeutigen antiken Abnutzungsspuren. Das Kupfererz stammt aus unterschiedlichen Revieren in Rajasthan (Khetri), Bihar, Westbengalen und Orissa (besonders Singhbhum) sowie Madhya Pradesh (Malanjkhand).